# Cameo Records
Pour les articles homonymes, voir Cameo.
Cameo Records, plus couramment nommé Cameo, st un label discographique américain, anciennement basé à Manhattan, New York, actif entre 1922 et 1931.

## Histoire
Pendant son existence, le label est basé à Manhattan, à New York. Créé en 1922, il  devient l’un des labels les plus populaires dans les années qui suivent. Ses distributions se concentraient autour du jazz. Des musiciens tels que Red Nichols, Miff Mole, Adrian Rollini, Frank Signorelli ou la chanteuse de blues Lucille Hegamin ont souvent collaboré avec ce label.
De 1921 à 1926, Cameo sort un disque de Lucille Hegamin tous les deux mois. Les disques Cameo sont également connus pour leur musique dansante. Le catalogue comprenait également les Original Memphis Five et les Varsity Eight. Des musiciens tels que Red Nichols, Miff Mole, Adrian Rollini et Frank Signorelli se sont rendus dans les studios de Cameo. En 1926, Cameo commence à enregistrer à l'aide d'un procédé micro-électrique. Un numéro de blues intéressant est le 583, Crazy Blues, de Salt and Pepper.
La société détenait deux filiales Lincoln Records et Romeo Records, et concernant ses distributions pour les enfants, le sous-label Cameo-Kid. En 1928, Pathé Records acheta Cameo Records, le label est utilisé jusqu'en 1930, date à laquelle il n’est plus utilisé. Ce label n'est pas affilié à Cameo-Parkway Records, actif dans les années 1950 et 1960.